# Карбонізована мезофаза
Карбонізована мезофаза (англ. carbonaceous mesophase) — рідинно-кристалічний стан пеку, в якому видно дископодібні нематичні рідкі кристали. Утворюється як інтермедіат при термолізі (піролізі) ізотропно розплавленого пеку або при осадженні зі смоляних фракцій, одержаних селективною екстракцією. Сферична мезофаза, осаджувана з піролізної смоли, має структуру Брукса і Тейлора. При подальшому нагріванні вона коалесціює в стан об'ємної мезофази, а далі з втратою водню або низькомолекулярних сполук, затвердіває.

## Сферично-карбонізована мезофаза
Термін стосується морфології карбонізованої мезофази, яка утворюється в ізотропній матриці пеку. Це фаза, що має ламелярну структуру з плоских ароматичних молекул, розташованих у паралельних шарах, перпендикулярних до сферо-ізотропної фазової поверхні розділу. При коалесценції сферична мезофаза втрачає характеристичну морфологію і перетворюються в об'ємну мезофазу.